# یک‌هزار روز از آن
آن هزار روزه(به انگلیسی: Anne of the Thousand Days) فیلمی ۱۴۵ دقیقه‌ای به کارگردانی چارلز جروت با بازی ریچارد برتون است.این فیلم برنده اسکار بهترین طراحی لباس و کاندیدای ۹ اسکار دیگر (کاندیدای اسکار بهترین موسیقی متن-کاندیدای اسکار بهترین صدا-کاندیدای اسکار بهترین طراحی هنری-کاندیدای اسکار بهترین فیلمبرداری-کاندیدای اسکار بهترین فیلمنامه اقتباسی-کاندیدای اسکار بهترین بازیگر نقش مکمل مرد-کاندیدای اسکار بهترین بازیگر نقش اول زن-کاندیدای اسکار بهترین بازیگر نقش اول مرد-کاندیدای اسکار بهترین فیلم) است.

## خلاصه داستان
«هنری هشتم» پادشاه انگستان، همسر خود «کاترین» را به دلیل ندادن وارثی (فرزند) به او ترک کرده و سراغ «آن بولین» جوان و زیبا می‌رود…